# Венелин (име)
Вижте пояснителната страница за други значения на Венелин.
Венелѝн е лично име, което означава венец на славянски, появило се в България към края на османската власт и произлиза от фамилното име на руския писател историк Юрий Венелин. Женската му форма е Венелѝна или Венѐта.
За краткост се използват умалителните имена Веньо, Вени, Венко, Венчо или Венка (Венката).